# 志水久
志水 久（しみず ひさし、1970年 - ）は、日本の物理学者。専門は、統計力学、計算物理学、物性物理学。学位は、博士（理学）。信州大学理学部理学科物理学コース准教授。岐阜県各務原市出身。

## 略歴
- 1988年 岐阜県立岐山高等学校（理数科）を卒業。
- 1992年 静岡大学理学部物理学科を卒業。
- 1994年 信州大学大学院理学研究科物理学専攻修士課程を修了。
- 1997年 大阪大学大学院基礎工学研究科物理系専攻博士課程を修了。金沢大学理学部で教務補佐員となる。
- 1998年 信州大学理学部の助手に就任。
- 2006年信州大学理学部の助教授に就任。
- 2007年 4月1日施行の「学校教育法の一部を改正する法律」（平成17年法律第83号）により信州大学理学部の准教授に就任。